# بيتر فالك
بيتر فالك (بالإنجليزية: Peter Falk)‏ (مواليد 16 سبتمبر 1927 - الوفاة 23 يونيو 2011) هو ممثل وكوميدي أمريكي، اشتُهر بدور المحقق كولمبو في المسلسل التلفزيوني كولمبو الذي بُثّ طويلًا (1968 – 2003)، والذي حاز بفضله 4 جوائز إيمي برايم تايم (1972، 1975، 1976، 1990) وجائزة غولدن غلوب (1973). ظهر فالك أول مرة بدور كولمبو في حلقتين تجريبيّتين مدة 90 دقيقة لكلّ منها، مثّل الأولى إلى جانب جين باري في العام 1968 والثانية مع لي غرانت 1971. عُرِض المسلسل حينها ضمن سلسلة أفلام الغموض على شبكة إن بي سي من العام 1971 حتى 1978، ولاحقًا على شبكة إي بي سي من العام 1989 حتى 2003.
رُشّح فالك مرّتين لجائزة الأوسكار لأفضل ممثل مساعد، على فيلمه شركة الجريمة (1960)، وفيلم حفنة من المعجزات (1961)، وفاز بجائزة إيمي في العام 1962 على دوره في مسلسل مسرح ديك باول. كان فالك أول ممثل يُرشّح لجائزة الأوسكار وجائزة إيمي في السنة نفسها، وحقق هذا الإنجاز مرّتين في الأعوام 1961 و1962. وشارك فالك في أفلام مثل إنه عالم مجنون (1963)، والسباق العظيم (1965)، أنزيو (1968)، وأ وُمان أندر إنفلونس (1974)، ماردرار آند ديث (1976)، مايكي ونيكي (1976)، وذا تشيب ديكتيف (1978)، وذي إن لاوز (1979)، والأميرة العروس (1987)، ووينجز أوف ديزاير (1987)، واللاعب (1992)، والتالي (2007)، وغيرها العديد من أدوار ضيف الشرف في التلفزيون.
تعليقًا على تمثيل فالك في فيلم ذا برينكس جوب (1978)، ذكر ويليام فريدكين: «يمتلك بيتر قدرة أداءٍ مذهلة تتراوح بين الكوميديا والدراما. باستطاعته أن يسبب لك عظيم الأسى أو أن يُضحكك من القلب». في العام 1996، صنّف دليل التلفاز فالك في المرتبة الـ21 ضمن أعظم 50 نجمًا تلفزيونيًّا في التاريخ. بعد وفاته، تلقّى  فالك نجمة التميّز في ممر الشهرة في هوليوود في العام 2013.

## سنواته المبكرة
وُلد فالك في مدينة نيويورك، والده مايكل بيتر فالك (1898 – 1981)، صاحب محل ألبسة وأقشمة، وأمه مادلين (هوخهاوزر قبل الزواج، 1904 – 2001)، التي عملت محاسبة ومديرة مشتريات. كان والداه يهوديان، وأصل والده من بولندا وروسيا، وأصل أمه من هنغاريا ومن قرية وابوفا، بمقاطعة ناوي ساج في بولندا. ترعرع فالك في أوسينغ، نيويورك.
أُزيلت عين فالك اليمنى بعملية جراحية عندما كان في سنّ الثالثة بسبب إصابته بورم الأرومة الشبكية؛ واستخدم عينًا صناعية معظم سنوات حياته. كانت تلك العين الصناعية هي سبب نظرته الجانبية الشهيرة. رغم هذه الإصابة، اشترك فالك في صباه في الفِرق الرياضية، بالأخص في البيسبول وكرة السلة. في مقابلة معه في العام 1997 لمجلة سيجار أفيشياندو، ذكر فالك للصحفي آرثر ماركس: «أذكر مرة في المدرسة الثانوية، خالفني حكم المباراة عند وجودي في الدفاع، فغضبت منه لدرجة أنني انتزعت عيني الزجاجية وأعطيته إياها قائلًا له «خذ هذه وجرّبها!» وانتابت الجميع نوبة ضحك طويلة بسبب ما فعلت».
كان أول ظهور على خشبة المسرح لفالك في سنّ الـ12 في مسرحية قراصنة بينزانتشي خلال معسكر هاي بوينت التخييمي الصيفي، شمال ولاية نيويورك، حيث كان أحد مشرفي المخيم المسؤولين عن فالك هو روس مارتين (فيما بعد مثّلا سويًّا في فيلم السباق العظيم، وحلقة «مناسب للزراعة» في مسلسل كولمبو). درس فالك في مدرسة أوسينغ الثانوية في مقاطعة ويستشيستر، في نيويورك، حيث كان رياضيًّا لامعًا وفي مقدمة دفعة الخرّيجين.
بعد تخرّجه من المدرسة الثانوية في العام 1945، التحق فالك لفترة وجيزة بكلية هاميلتون في كلينتون نيويورك. ثم حاول الانضمام إلى القوات المسلحة بعدما لاحت نُذُر اندلاع الحرب العالمية الثانية، لكن رُفض انضمامه إلى الجيش بسبب عينه المفقودة، فالتحق بالبحرية التجارية الأمريكية، فعمل طاهيًا وعاملًا في مطعم الضبّاط.
تحدث فالك في العام 1997 عن هذه التجربة قائلًا: «لم يكن لديهم أيّ اهتمام هناك إن كنتَ أعمىً أم لا. الشخص الوحيد الذي يجب أن يكون مبصرًا تمامًا على السفينة، هو الكابتن. وفي حالة التايتانك، لم يكن ذا بصرٍ جيّد على ما يبدو». يستذكر فالك تلك الفترة في سيرته الذاتية: «كان قضاء عامٍ كامل في البحر كافٍ بالنسبة لي، لهذا عدتُ إلى الجامعة. ولكن لم أبقَ فيها طويلًا، إذ تلبّستني حالةً من عدم الاستقرار. ما الذي يجب فعله الآن؟ وضعت اسمي للالتحاق بالقوات الذاهبة للقتال في إسرائيل خلال هجومها على مصر؛ لم أكن ذا شغف عميق بدولة إسرائيل، ولم يكن لديّ شغف بمصر، أيضًا. كان كلّ مبتغاي هو الحصول على إثارةٍ من أي نوع... تمّ فرزي إلى سفينة وتحديد تاريخ انطلاقي، ولكن الحرب وضعت أوزارها قبل أن تُبحر السفينة».
بعد عام ونصف في البحرية التجارية، عاد فالك إلى كلية هاملتون ودرس أيضًا في جامعة ويسكونسن. انتقل إلى الكلية الجديدة للبحث الاجتماعي في مدينة نيويورك، ومنها حصل على شهادة الإجازة في الآداب والعلوم السياسية في العام 1951.

## المهنة

### بدايات عمله
سافر فالك عبر قارة أوروبا وعمل في سكة الحديد في يوغسلافيا مدة ستة أشهر. عاد إلى نيويورك، والتحق بجامعة سيراكوز، ولكنه ذكر في مذكّراته في العام 2006 «ثمة شيء إضافي»، بأنه ولسنوات عديدة بعد تخرجه من المدرسة الثانوية، لم يكن على يقين بما سيفعله في حياته.
حصل فالك على ماجستير الإدارة العامة من كلية ماكسويل في جامعة سيراكوز في العام 1953. كان هدف ذلك البرنامج هو تأهيل الموظفين للعمل في الحكومة الفيدرالية، وهي وظيفة ذكر فالك في مذكّراته أنّه لم يكن لديه «أي اهتمام بها ولا حتى الكفاءة اللازمة لها».
تقدّم فالك للعمل لدى وكالة الاستخبارات المركزية، سي آي إيه، لكن رُفض طلبه بسبب عضويته في اتحاد طهاة البحرية ومشرفيها في أثناء خدمته في البحرية التجارية، رغم أنه أُجبر على الانضمام للاتحاد، ولم يكن عضوًا فاعِلًا فيه (تلقّى الاتحاد العديد من الانتقادات بسبب ميوله الشيوعية). بعد ذلك عمل فالك محلّلًّا إداريًا في مكتب الميزانية بولاية كونيتيكت في هارتفورد. في العام 1997، ذكر فالك أن عمله في هارتفورد كان «خبير كفاءة»: «وبسبب خبرتي العميقة في كفاءة العمل، لم أستطع صباح أول يوم لي في المنصب أن أجد المكتب الذي وجب علي الذهاب إليه لتسجيل الدوام. وبطبيعة الحال، وصلت متأخّرًا، وهو الحال الذي كنتُ عليه طوال تلك الأيام، ولكن المثير للسخرية هو أن ميلي الدائم للتأخّر عن المواعيد هو ما مهّد لي الطريق لأصبح ممثلًا محترفًا».

### تمثيله في المسرح
خلال عمله في هارتفورد، انضم فالك إلى مجموعة مسرحية محلية تُدعى مقنّعو مارك توين، حيث مثّل في مسرحيات منها المحاكمة العسكرية لتمرّد كين، الاختبار القاسي، وفتاة الريف لكليفورد أوديتس. درس فالك على إيفا لي غالين، التي كانت تدرّس حصص تمثيل في مسرح وايت بارن في ويستبورت، في ولاية كونيتيكت. استذكر فالك فيما بعد كيف أنه «كذب بخصوص حاجته للحصص» التي كانت للممثلين المحترفين. سافر فالك بسيارته كل أربعاء من هارتفورد إلى ويستبورت، لحضور الحصص، وكالعادة كان يصل متأخرًا. في مقابلة من العام 1997 مع الصحفي آرثر ماكس لمجلة سيجار أفيشياندو، قال فالك عن لي غالين: «ذات مساء عندما وصلت متأخرًا، نظرت إلي وسألتني: «أيها الشاب، لماذا تصل متأخرًا دومًا؟» فقلت لها: عليّ المجيء بسيارتي من هارتفورد إلى الحصة. فردّت قائلةً: وما الذي تفعله في هارتفورد أصلًا، إذ لا يوجد فيها مسرح. كيف تكسب معيشتك من التمثيل؟» فأقرّ فالك بأنه ليس ممثِلًا أصلًا. ووفقًا لما ذكره فالك نفسه، فقد نظرت لي غالين إليه بجدّية وقالت: «إذًا عليك أن تصبح ممثِلًا». فعاد بسيارته إلى هارتفورد واستقال من عمله. تابع فالك نشاطه مع مجموعة لي غالين لبضعة أشهر تالية، وحصل على رسالة توصية من لي غالين نفسها إلى مندوب في وكالة ويليام موريس في نيويورك. في العام 1956، ترك فالك عمله مع مكتب الموازنة، وانتقل إلى قرية غرينتش ليبدأ مشواره الفني في التمثيل.

## وصلات خارجية
- بيتر فالك على موقع IMDb (الإنجليزية)
- بيتر فالك على موقع الموسوعة البريطانية (الإنجليزية)
- بيتر فالك على موقع روتن توميتوز (الإنجليزية)
- بيتر فالك على موقع مونزينجر (الألمانية)
- بيتر فالك على موقع قاعدة بيانات الأفلام العربية
- بيتر فالك على موقع ألو سيني (الفرنسية)
- بيتر فالك على موقع ميوزك برينز (الإنجليزية)
- بيتر فالك على موقع تيرنر كلاسيك موفيز (الإنجليزية)
- بيتر فالك على موقع أول موفي (الإنجليزية)
- بيتر فالك على موقع قاعدة بيانات برودواي على الإنترنت (الإنجليزية)
- الموقع الإلكتروني